# صفرلو
صفرلو هي قرية في مقاطعة كليبر، إيران. عدد سكان هذه القرية هو 298 في سنة 2006.